# سلسلة قتال الحلفاء في أمريكا الشمالية
سلسلة قتال الحلفاء في أمريكا الشمالية (بالإنجليزية: North American Allied Fight Series)‏ كان عبارة عن عرض ترويجي للفنون القتالية المختلطة مقره في ولاية أوهايو، حيث شارك في أكثر من 125 حدثًا.